# 요시나가역
요시나가역(일본어: 吉永駅 요시나가에키[*])은 일본 오카야마현 비젠시에 위치한 서일본 여객철도 소속 철도역이며, 산요 본선의 정차역이다.

## 역 구조 및 승강장
단 · 섬식 복합 승강장 2면 3선 구조이며, 승차권 종류는 POS단말기로, 정기권은 보통권으로 발매된다. 또한 이 역은 승차권 자동발매기가 없는 편이다.
| 1    | ■산요 본선 | 상행선 | 아이오이・히메지 방면         |                                 |
| 2・3 | ■산요 본선 | 하행선 | 오카야마・후쿠야마・니미 방면 | 2 번 승강장은 본 역 첫차에 한함 |

## 인접 역
| 서일본 여객철도 산요 본선 | 서일본 여객철도 산요 본선 | 서일본 여객철도 산요 본선 |
| ------------------------- | ------------------------- | ------------------------- |
| 미쓰이시 고베 방면        | ■ 산요 본선               | 와케 모지 방면            |